# سقف بازشو
سقف بازشو یا سانروف (به انگلیسی: Sunroof) پنل متحرکی در سقف خودرو است که باز می‌شود و اجازه می‌دهد نور و هوای تازه‌وارد محفظه سرنشینان شود. سانروف‌ها می‌توانند به صورت دستی یا خوکار باز شوند و در اشکال، اندازه‌ها و سبک‌های مختلف موجود هستند. در حالی که اصطلاح «سانروف» اکنون به‌طور کلی برای توصیف هر پنل متحرک در سقف استفاده می‌شود، اصطلاح «مونروف» از نظر تاریخی برای توصیف شیشه‌های ثابتی استفاده می‌شد که به‌طور سفت و سخت در پنل سقف بر روی محفظه سرنشین نصب شده بودند. مونروف (به انگلیسی: Moonroof) دارای یک صفحه شیشه‌ای است که شفاف و معمولاً رنگی است. اصطلاحات قبلی شامل سقف آفتابی، سر کشویی و سقف کشویی است.

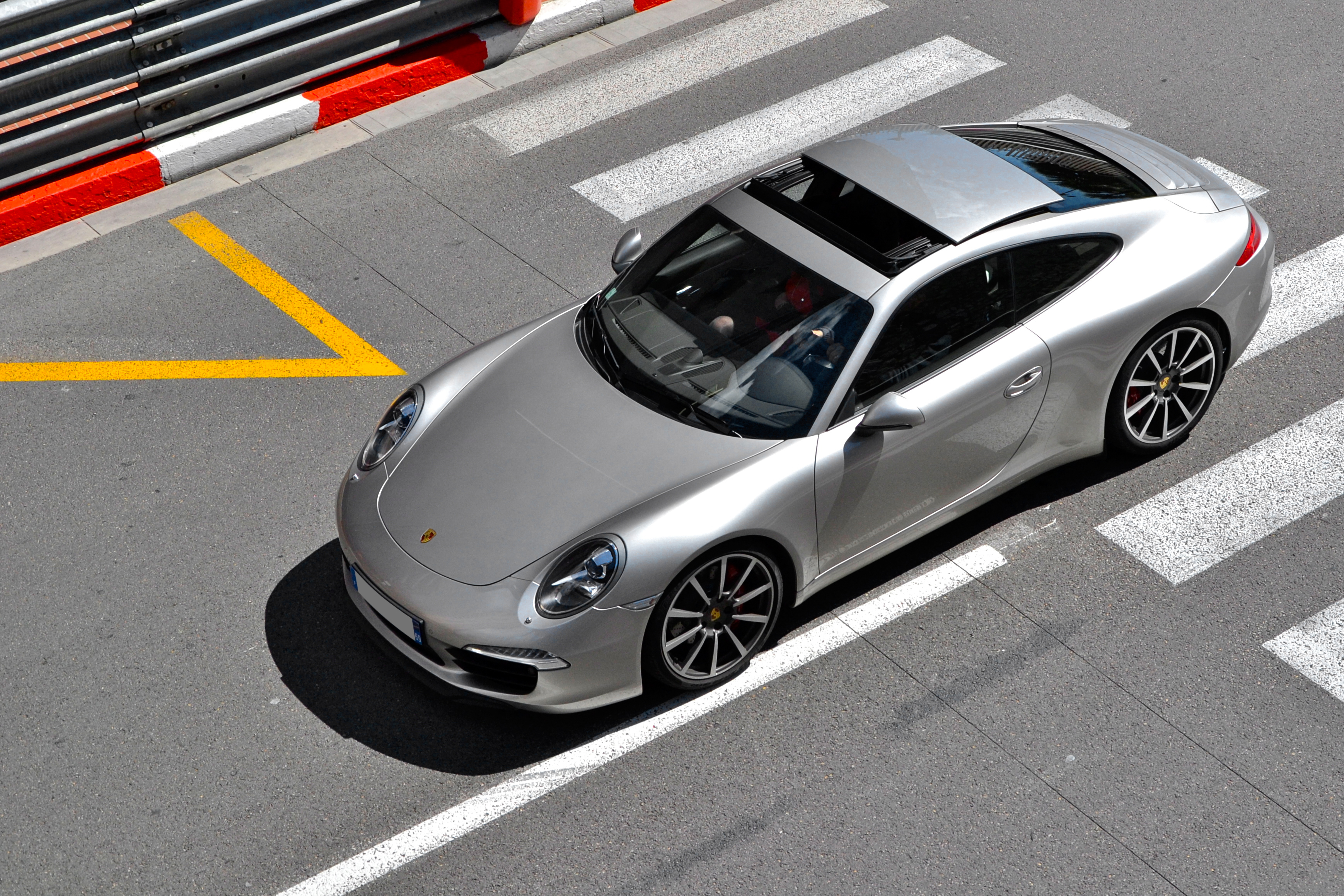
سقف بازشو کشویی روی پورشه ۹۱۱ کاررا (تیپ ۹۹۱)

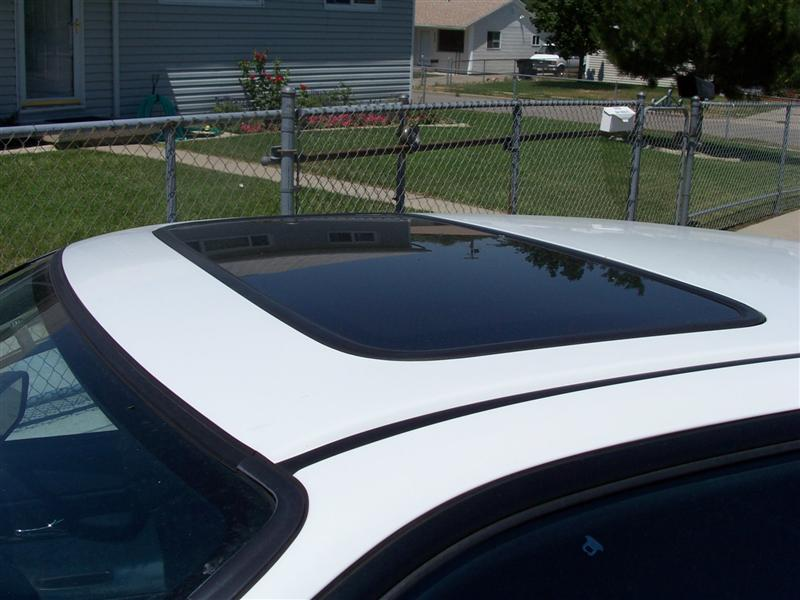
سقف مونروف آکورا انتگرا

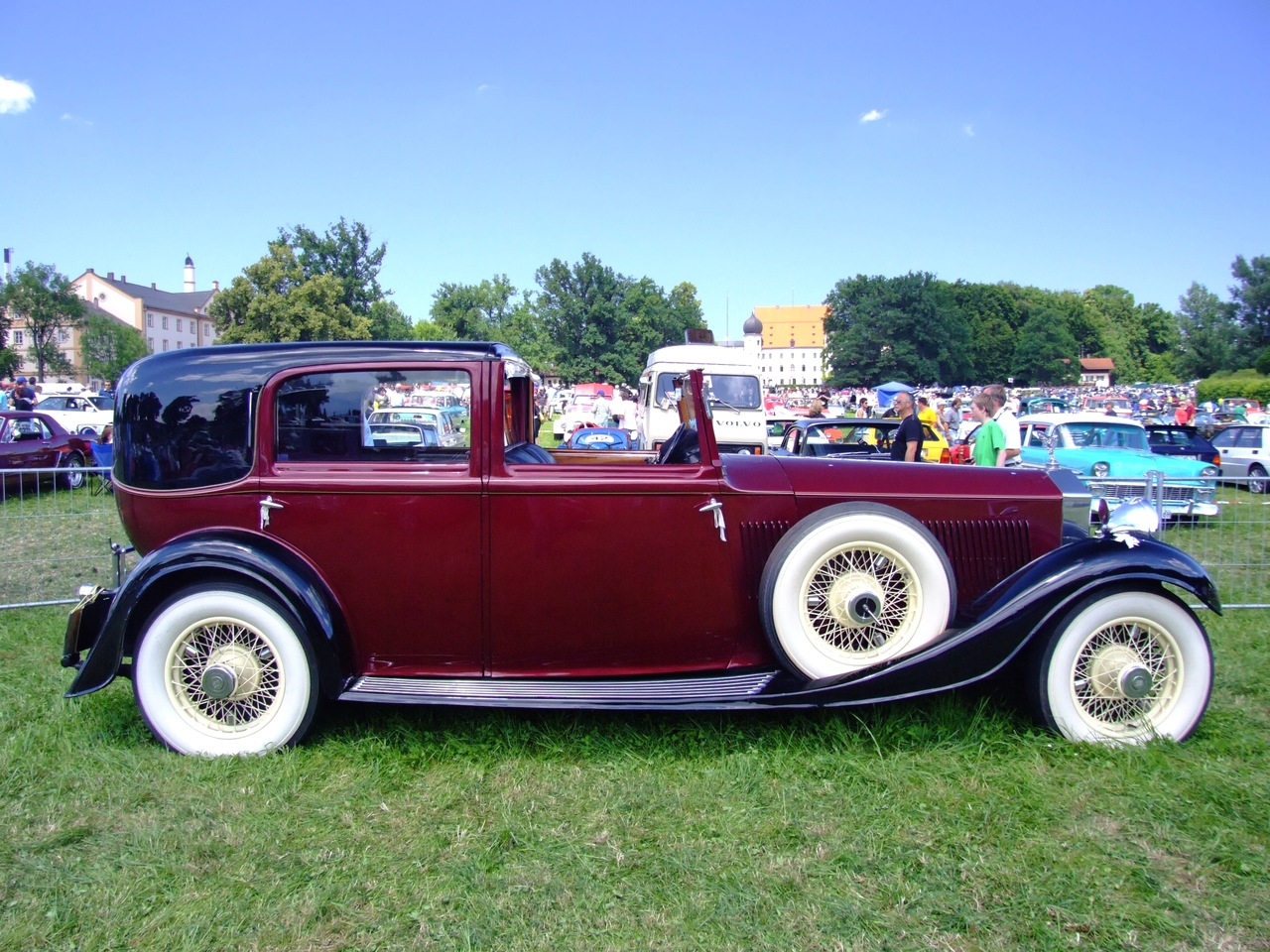
نمونه‌ای از بدنه سبک رولز-رویس سِدانکا دِ ویل محصول ۱۹۳۴ با محفظه سرنشین سر پوشیده و کابین راننده باز

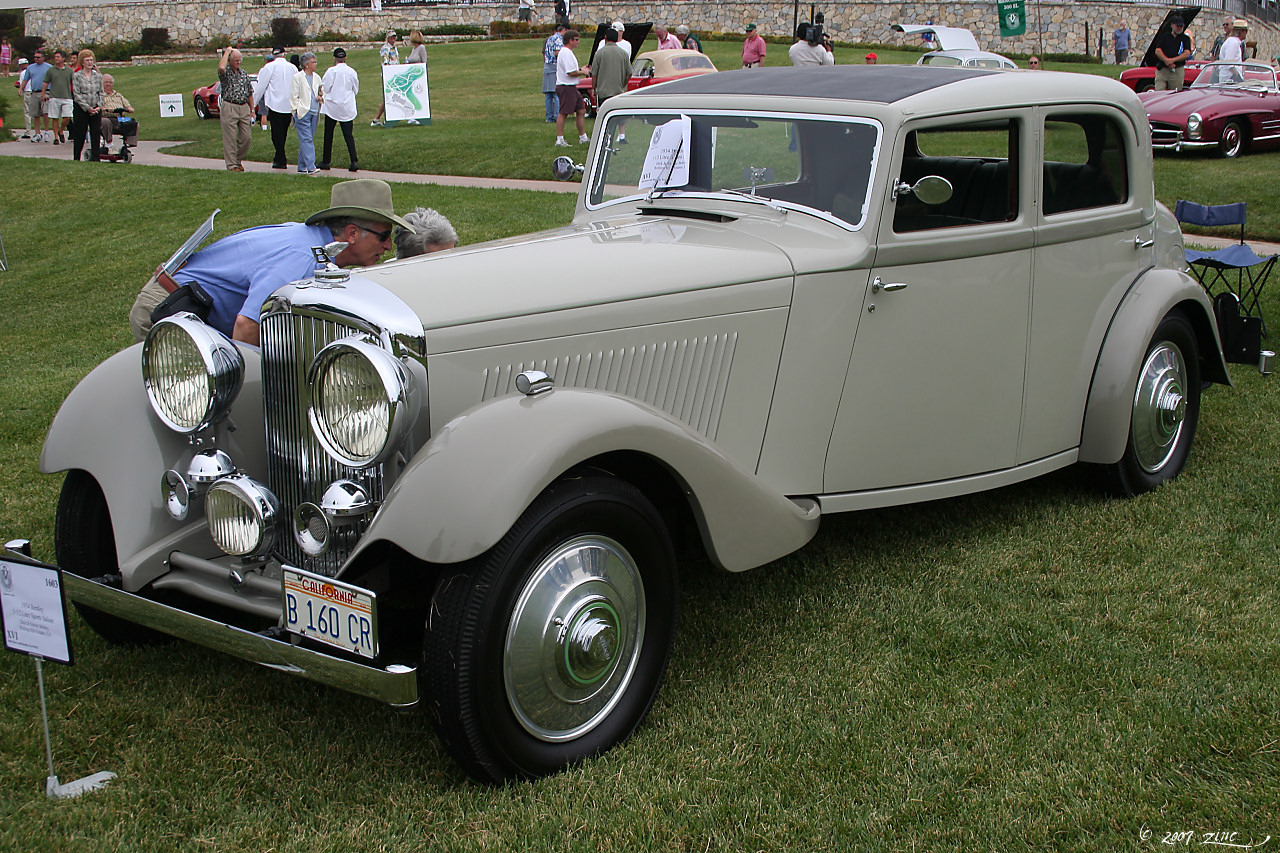
یک بنتلی ۱۹۳۴ با دهانه بالای محفظه راننده شبیه سانروف مدرن

## تاریخچه
پیکربندی رایج برای خودروهای اولیه شامل یک سقف ثابت برای محفظه سرنشینان عقب و یک بخش بدون پوشش برای راننده به سبکی به نام‌های کوپه دِ ویل، سدانکا (دو در) یا سدانکا دِ ویل بود. یک کابین باز به راننده این امکان را می‌داد که با محیط اطراف خود ارتباط بیشتری برقرار کند، نشان داد که مالک خودرو یک راننده پولی استخدام کرده است (یکی از دلایلی که راننده‌ها لباس فرم می‌پوشند) و مالک را از طریق لباس راننده شناسایی می‌کند (دلیل دیگر لباس فرم). سرعت جاده‌ها در حال افزایش بود و وسایل نقلیه از استفاده گاه به گاه به حمل و نقل تمام وقت تغییر می‌کردند به این معنی که در هوای بد به‌طور فزاینده ای مورد استفاده قرار می‌گرفتند. بنابراین به منظور ایجاد سرپناه بهتر برای راننده، اکنون پوشش موقت خواسته شده است. این سقف‌های نیمه‌وقت، که گاهی اوقات در ابتدا فقط یک تکه چرم کشیده بودند، پیچیده‌تر می‌شدند و شامل عناصر قاب و پارچه‌های چرمی یا مقاوم در برابر آب می‌شدند تا ساختار را تشکیل دهند، و تأسیسات حتی شامل فضاهایی بود که برای نگهداری قطعات در مواقعی که استفاده نمی‌شدند.
در اواخر دهه ۱۹۲۰، یک نسخه راحت‌تر از سقف موقت اغلب مورد استفاده قرار می‌گرفت که در آن یک صفحه فلزی جامد به شکافی در بالای محفظه سرنشین می‌لغزد، که گاهی به آن پسوند دِ ویل می‌گویند. در اوایل دهه ۱۹۳۰، اتومبیل‌ها به سبک سدان ساخته می‌شدند که شامل یک سقف فلزی یک تکه بدون شکاف بالای کابین راننده بود. برای ارائه تسهیلاتی مشابه با پیکربندی‌های قبلی کوپه دِ ویل، پارچه‌های کشویی یا پنل‌های فلزی که به عنوان سقف بازشو مدرن شناخته می‌شوند، به‌طور منظم در مدل‌های بنتلی و رولز-رویس ساخته شده توسط سازندگان اتوبوس مانند Barker, Gurney Nutting یا Park Ward نصب می‌شدند. در این خودروها، خط سقف پیوسته، بین شیشه جلو و محفظه سرنشین، شکسته نشده بود و بنابراین، بر خلاف کوپه دِ ویل، یک دهانه قابل پوشش باید به خود پنل سقف باز می‌شد.
در حالی که در ابتدا ممکن بود هدف هنوز افشای راننده باشد، به ویژه خودروهای بنتلی به‌طور فزاینده‌ای برای مالکان فروخته می‌شد تا خودشان رانندگی کنند. در واقع، برخی از مدل‌ها با یک پنل کشویی برای صندلی‌های جلو ارائه شده بودند، حتی اگر خودرو فقط دو صندلی داشت؛ بنابراین، مدل‌های سقف سخت بنتلی اولیه «دربی» اغلب به پنل‌های سانروف کشویی مجهز می‌شدند؛ بنابراین هدف پنل‌های کشویی از کشف راننده به اجازه دادن به مالک برای لذت بردن بهتر از محیط اطراف در روزهای آب و هوایی خوب تغییر کرد.

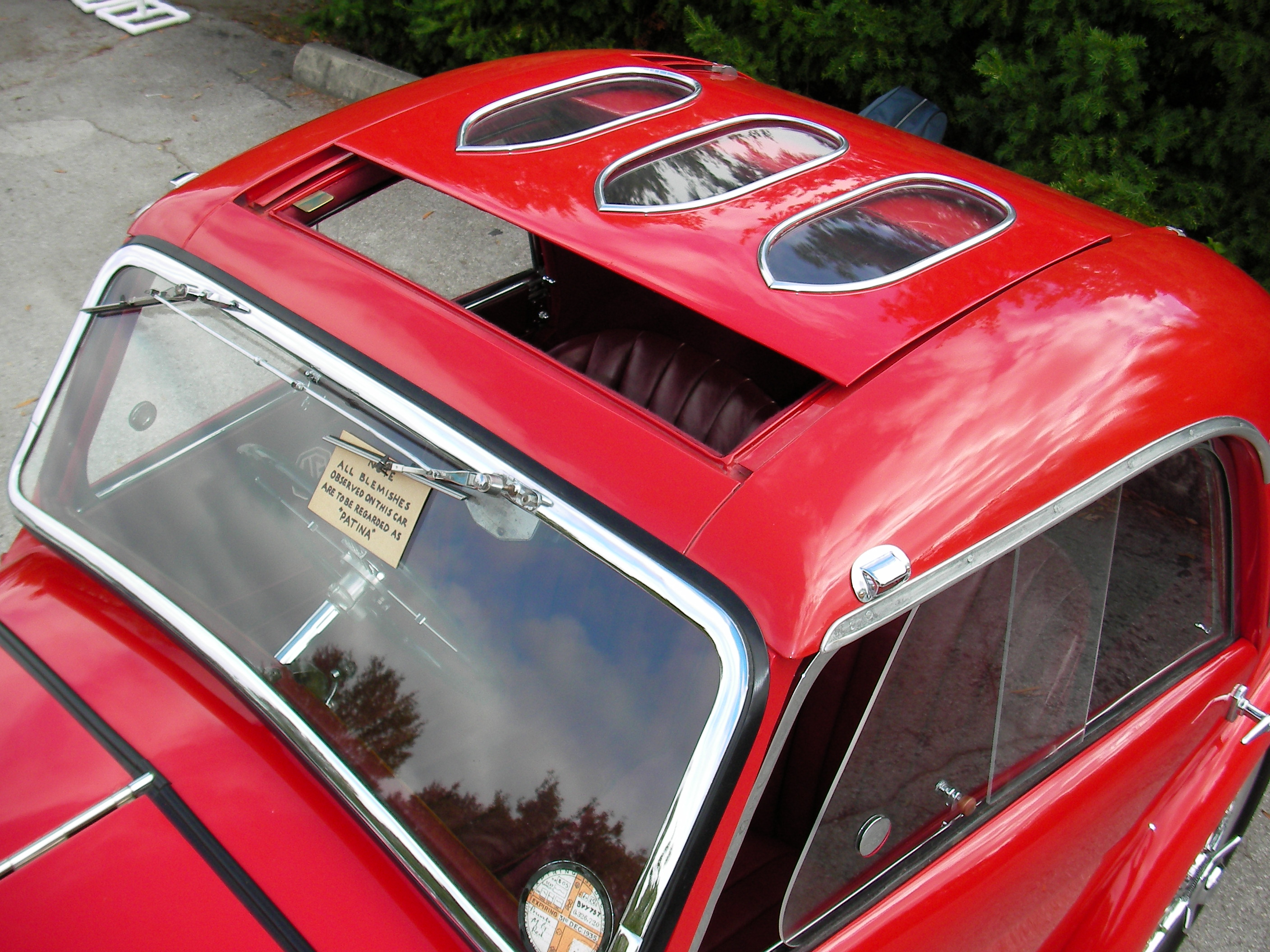
ام‌جی کوپه دهه ۱۹۳۰ شامل سقف کشویی با پنل‌های شیشه‌ای

این تکامل در نهایت به اتومبیل‌رانی لوکس محدود نشد. نوئل موبز، کارآفرین، پایه و اساس بازار سقف بازشو حجمی را پایه‌گذاری کرد، زمانی که کسب و کار ساخت مربی خود را به یک شرکت اختصاص داده شده به تولید سقف‌های کشویی به نام پیچلی تبدیل کرد. مکانیزم پیچلی هم ثبت اختراع شد و هم برای اولین بار در سال ۱۹۲۵ به نمایش گذاشته شد. در ابتدا پیچلی از سیستم سقف کشویی خود برای ساخت تعدادی خودروی سفارشی «سالون تور» که از محل آنها در خیابان گریت پورتلند لندن ۲۰۱–۲۰۳ فروخته می‌شد، استفاده کرد. در سال ۱۹۲۷ آنها برای دایملر ۲۰/۷۰ اسب بخار ادعا کردند که «این سقف با لمس انگشت می‌لغزد و ۵۰٪ سطح سقف را باز می‌کند و دید بیشتر و هوای بیشتری را بدون کشش ایجاد می‌کند.» سیستم سقف کشویی از دستگاهی که پیچلی خود آن را نصب کرده بود، به گزینه ای تبدیل شد که سازندگان آن را به عنوان یک سبک بدنه استاندارد ارائه کردند. این کارخانه روی خودروهایی از تعدادی تولیدکننده مختلف نصب شده بود. در سال ۱۹۲۹ طراحی آن بهبود یافته بود به طوری که در هنگام بسته شدن پنل متحرک با بقیه سقف همسطح بود. موریس چندین مدل را با استفاده از فناوری پیچلی از سال ۱۹۳۲ ساخت، از جمله موریس مینور، موریس میجر و موریس تن که به عنوان سر کشویی معروف شد (با استفاده از اصطلاح سر به همان روش سر تاشو یا Drop Head). این شامل یک پنل بود که می‌توانست روی سقف پشت سر بچرخد تا در بالای راننده و سرنشین باز شود. پنل کشویی همچنین دارای قفل‌هایی بود که به پنل اجازه می‌داد در هر موقعیتی از کاملاً بسته تا کاملاً باز ثابت شود. تا سال ۱۹۳۵ ولسلی از سقف پیچلی استفاده می‌کرد و در سال ۱۹۳۶ آستین نیز مدل‌هایی با سر کشویی می‌فروخت. هیلمن مینکس یکی دیگر از خودروهای کوچک ارزان قیمت بود که به وضوح برای سوار شدن طراحی نشده بود و در سال ۱۹۳۱ طبق معمول در آن زمان در انواع سبک‌های بدنه عرضه شد، در میان گزینه‌ها یک قسمت سقف کشویی از جمله، روی مدل ۱۹۳۳ اِرو (Aero) پنل‌های شیشه‌ای، همان‌طور که در ماشین نمایشگاهی ۱۹۳۲ عکس گرفته شده است، و این اولین مونروف است. در سال ۱۹۴۱، پیچلی به دلیل عدم پرداخت حق امتیاز با تولیدکننده واکسول مقابله کرد. واکسول ادعا کرد که تغییرات سقف کشویی آنها، که پنل را به جای روی قسمت عقب می‌لغزید، به اندازه کافی متفاوت بود به این معنی که نیازی به پرداخت مجوز نیست. پیچلی در این پرونده پیروز شد.

تغییرات در پنل‌های سقف متحرک، متحرک و شفاف ادامه یافت. خودروی مفهومی فورد لینکلن ایکس-۱۰۰ در سال ۱۹۵۳ سبک سِدانکا را برای یک وسیله نقلیه بدون راننده بازبینی کرد، زیرا دارای یک سقف تارگای شفاف جمع‌شدنی بود که الهام بخش پنل‌های سقف ماه ثابت بعدی در خودروهای تولیدی ۱۹۵۴ بود. در سال ۱۹۶۱ تریومف تی‌آر۴ را با سقف سخت جداشدنی که به دو بخش تقسیم شده بود، روانه بازار کرد. قسمت عقب، شامل شیشه عقب، می‌تواند روی خودرو باقی بماند، زمانی که قطعه مرکزی برداشته شد و یک طرح سدانکا ایجاد کرد. این مفهوم دوباره در سال ۱۹۶۶ احیا شد، زمانی که پورشه نسخه‌ای از خودروی اسپورت ۹۱۱ خود را عرضه کرد که اصطلاح سقف تارگا را با علامت تجاری پورشه معرفی کرد. این حتی بیشتر شباهت به فرم سنتی سدانکا داشت، زیرا خودرو هم حلقه رول اور ثابت و هم صندلی‌های عقب داشت. در حالی که در سال ۱۹۶۹ لامبورگینی اولین سقف پنل شفاف قاب‌بندی شده تمام سقف را به نمایش گذاشت که خبر از سقف پانورامای مدرن در اسپادا می‌داد. 

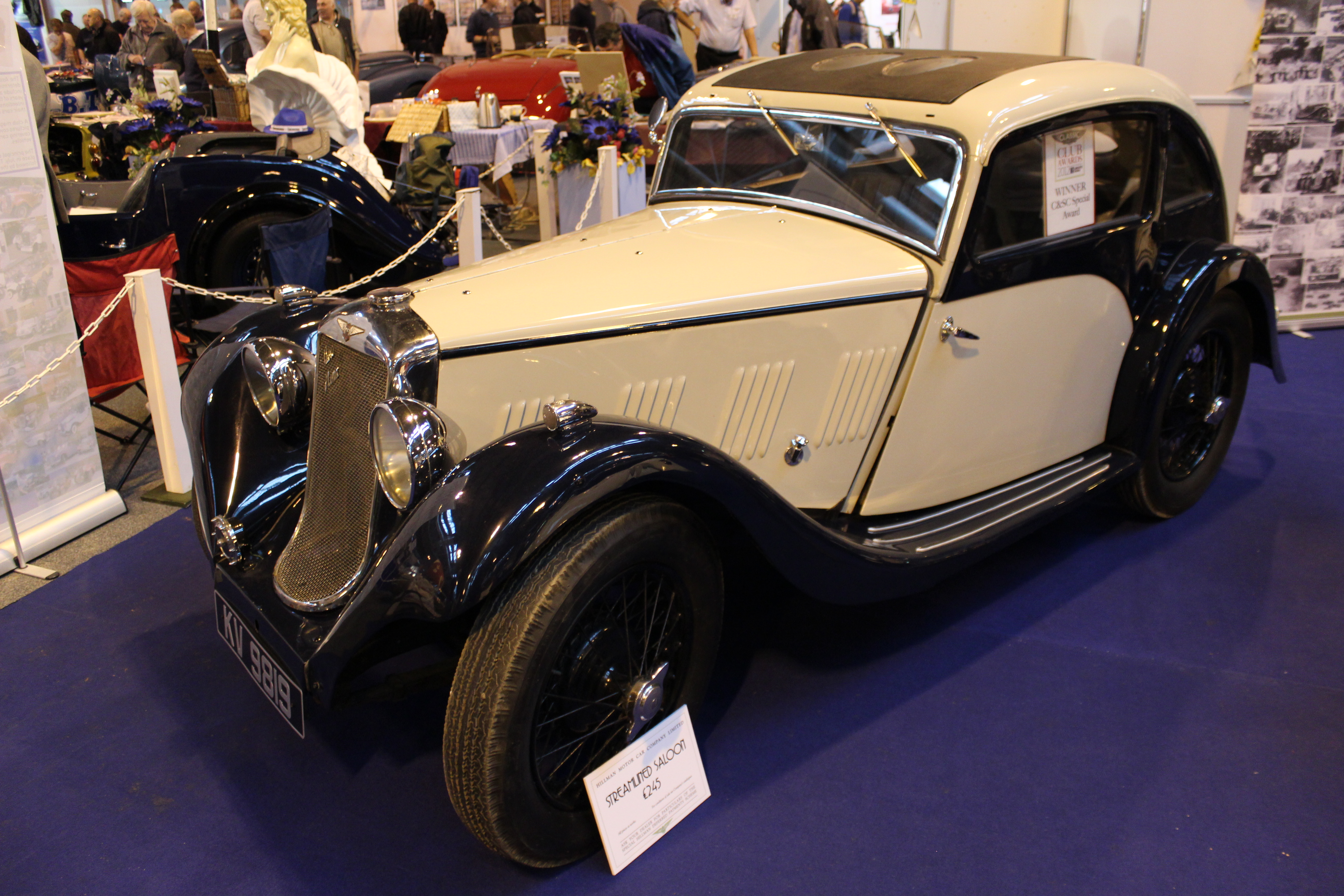
هیلمن اِرو مینکس ۱۹۳۴ سقف بازشو پنل کشویی خود را با پنل‌های شیشه‌ای داخلی نشان می‌دهد - اولین مونروف جهان (قبل از ابداع این اصطلاح)

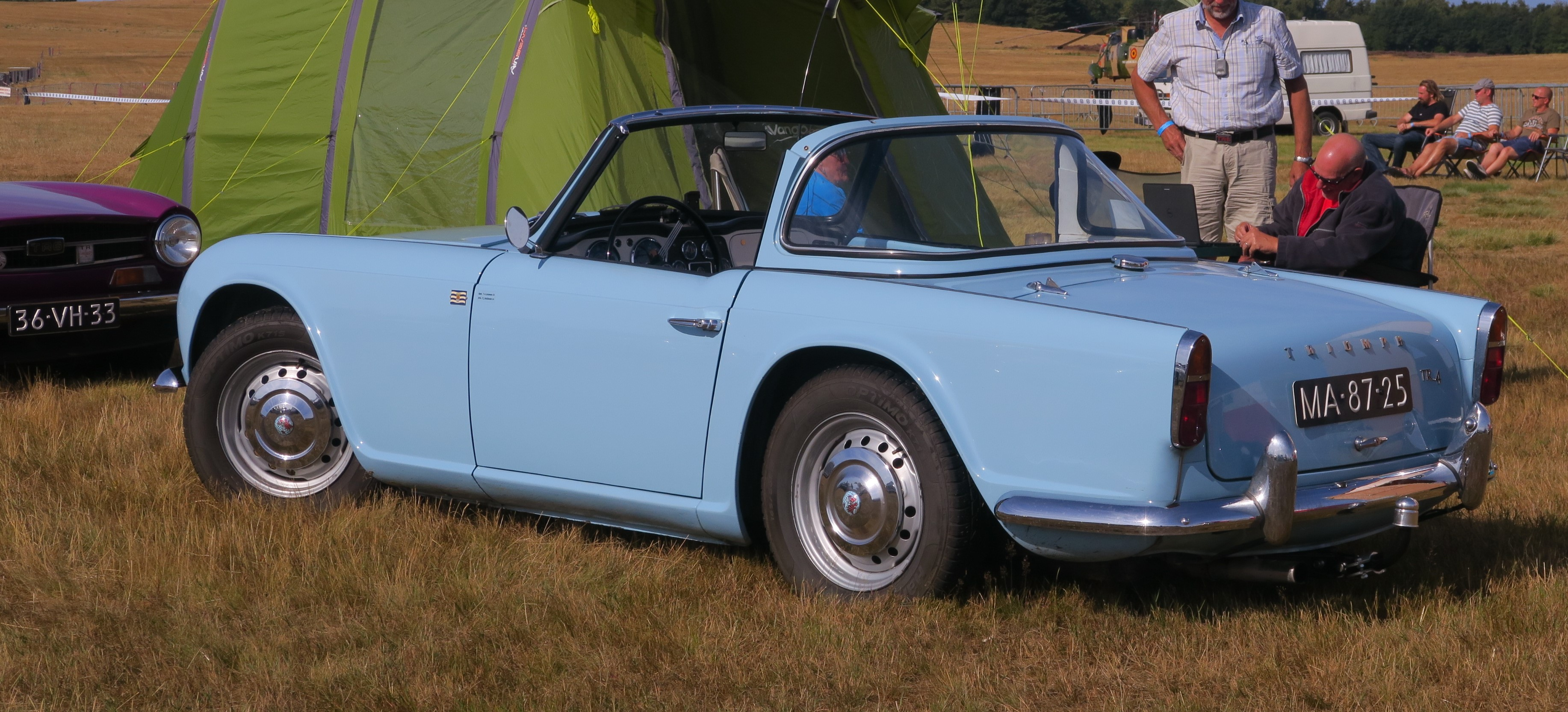
تریومف تی‌آر۴، اولین بدنه سبک سدانکا (که بعداً تارگا نامیده شد) تولید شد.

سقف بازشوها طبق تعریف تاریخی مات هستند. امروزه، اکثر آپشن‌های سقف بازشو کشویی کارخانه‌ای دارای پنل شیشه‌ای هستند و گاهی اوقات به عنوان مونروف به بازار عرضه می‌شوند، اصطلاحی که در سال ۱۹۷۳ توسط جان اتکینسون، مدیر بازاریابی در فورد برای کونتیننتال مارک چهار معرفی شد. در سال اول، فورد مارک چهار خود را برای نصب آفلاین به شرکت سانروف آمریکایی فرستاد.
تغییرات سانروف و مونروف در هر دو مدل نصب شده در کارخانه و محصولات پس از فروش به یک امر عادی تبدیل شده است و طیف گسترده‌ای از ویژگی‌ها و انتخاب‌ها را ایجاد می‌کند. سیستم‌های سانروف ممکن است دستی یا برقی باشند، در حالی که اکثر سیستم‌های مونروف الکتریکی/الکترونیکی هستند. سانروف‌های دستی ممکن است به صورت اهرمی فعال شوند، مانند پنجره‌های بازشوی نوع تهویه، اهرم دستی یا میل لنگ برای سیستم‌های کشویی. سیستم‌های سقف برقی معمولاً توسط یک موتور کابلی هدایت می‌شوند و دارای نوعی بازشوی کشویی هستند. اکثر سیستم‌های مونروف امروزی الکتریکی هستند و دارای ترکیبی از پاپ‌آپ/توکار یا پیکربندی پاپ‌آپ/اسپویلر هستند.
سیستم‌های سقف ممکن است تجهیزات اصلی، گزینه‌های کارخانه‌ای (ارائه شده توسط شرکت خودرو) یا نصب شده توسط یک متخصص نصب سقف برای فروشنده خودرو یا مشتری خرده فروشی باشد. هنگامی که خودرو از خط مونتاژ خارج می‌شود، کارخانه دیگر نمی‌تواند در سقف ادغام شود و بازار پس از فروش به تنها گزینه تبدیل شود.

## انواع سقف بازشو
سیستم‌های سقف در اشکال، اندازه‌ها و سبک‌های مختلف موجود است و با نام‌های زیادی شناخته می‌شود. انواع اصلی به شرح زیر است:
- سقف‌های بازشو پاپ آپ (به انگلیسی: Pop-up) به سادگی یک پنل کج‌دار هستند که به صورت دستی کار می‌کنند. این پنل‌ها گاهی قابل جابجایی هستند و مانند سقف تی‌ها باید در هنگام برداشتن آنها نگهداری شوند. عمل کج کردن یک دریچه در سقف یا یک باز شدن کامل در هنگام برداشتن پنل ایجاد می‌کند. پاپ آپ‌ها را می‌توان در اکثر وسایل نقلیه نصب کرد و نسبتاً ارزان هستند. به عنوان مثال می‌توان به پنل‌های فلزی در پورشه ۹۴۴ و مزدا آرایکس-۷ اولیه و بسیاری از کارخانه‌های تولید پنل‌های شیشه‌ای و تأسیسات پس از فروش اشاره کرد.
- سقف‌های بازشو اسپویلر (به انگلیسی: Spoiler) (تیلت و کشویی) ویژگی‌های پاپ آپ را با سیستم سقف کشویی ترکیب می‌کنند. آنها برای هواگیری کج می‌شوند و در بالای سقف باز می‌شوند و به فضای سر یا طول سقف کمی نیاز دارند. اسپویلرها معمولاً به اندازه سایر سیستم‌های سقف دهانه بزرگی ایجاد نمی‌کنند، اما راحتی یک پنل خود ذخیره را ارائه می‌دهند. اکثر سقف‌های اسپویلر برقی هستند و دارای ویژگی‌های اختیاری مانند سایه‌بان خورشیدی یکپارچه و اکسپرس باز/بستن هستند. اسپویلرها برای وسایل نقلیه با سقف کوتاه که در آن انواع دیگر لغزنده‌ها قابل نصب نیستند ایده‌آل هستند. به عنوان مثال می‌توان به هوندا سی‌آر-ایکس، تویوتا سلیکا و مزدا آرایکس-۷ اشاره کرد.
- سیستم‌های سقف بازشو داخلی (به انگلیسی: Inbuilt) دارای یک پنل هستند که بین سقف فلزی و سرپوش داخلی لغزش می‌یابند و نیاز به از دست دادن فضای سر دارند، اما باز شدن کامل سقف را فراهم می‌کنند. همه قطعات داخلی در داخل سقف قرار می‌گیرند، در حالی که برخی از آنها دارای ویژگی تهویه عقب یا عملکردهای باز/بستن اکسپرس دارند. قطعات داخلی برای هر وسیله نقلیه‌ای مناسب نیستند، زیرا پنل باید به‌طور کامل در سقف خودرو جابجا شود. از لحاظ تاریخی، قطعات داخلی یک پنل سانروف فلزی بود که برای مطابقت با سقف خودرو رنگ آمیزی شده بود، اما در حال حاضر بیشتر سیستم‌های پنل شیشه‌ای با سایبان‌های کشویی (که معمولاً به آنها مونروف گفته می‌شود) هستند. یکی از اولین نمونه‌ها فورد تاندربیرد ۱۹۶۰ بود.
- سقف‌های بازشو تاشو (به انگلیسی: Folding) (اغلب به آنها سقف راگ یا کابریو کوچ گفته می‌شود) یک سنت اروپایی است. آنها راحتی یک شقف بازشو را با دهانه‌ای که بیشتر شبیه یک کروکی است، ارائه می‌دهند. پنل از پارچه (اغلب وینیل) ساخته شده است که با باز شدن به عقب تا می‌شود. پس از مدت‌ها غیبت در بازارهای اروپا و آمریکای شمالی، سقف بازشوهای تاشو با چندین گزینه جدید نصب شده در کارخانه، تجدید حیاتی را تجربه کردند. نسخه‌های افترمارکت زمانی فقط دستی بودند، اما اکنون در نسخه‌های برقی نیز موجود هستند. به عنوان مثال می‌توان به فولکس‌واگن قورباغه‌ای، رنو توئینگو و جیپ لیبرتی اشاره کرد.
- سقف‌های بازشو کشویی پایه سقف (به انگلیسی: Top-mount) (لغزنده پایه ریلی) سال‌ها است که یکی از گزینه‌های کارخانه‌ای محبوب در اروپا بوده است. یک پنل شیشه‌ای بزرگ به صورت کشویی در مسیرهای بالای سقف باز می‌شود، بدون از دست دادن فضای سر. اکثر آنها دارای یک بادگیر یکپارچه برای حذف صدای باد هستند. به عنوان مثال می‌توان به تاکسی‌روف اصلی دونمار (سیستم پس از فروش)، تاکسی لندن و خودروهای رنو ۵ اشاره کرد.
- سیستم‌های سقف پانورامیک (به انگلیسی: Panoramic roof systems) نوعی مونروف بزرگ یا چند پنل هستند که در بالای هر دو صندلی جلو و عقب باز می‌شوند و ممکن است پنل‌های شیشه‌ای قابل اجرا یا ثابت باشند. یک نمونه اولیه که از نظر بصری بسیار شبیه به بسیاری از نسخه‌های کنونی بود در سال ۱۹۶۹ در سراسر پیست جایزه بزرگ موناکو رژه رفت،[۹] این یک پنل تمام قد پلکسی گلاس ثابت بود و بر روی یک لامبورگینی اسپادا نصب شد. با این حال، اولین نمونه از سقف پانوراما در خودروی مفهومی لینکلن ایکس‌ال-۵۰۰ در سال ۱۹۵۳ گنجانده شد که دارای یک سایبان حبابی پلکسی گلاس تمام قد بود.[۱۰] دهانه‌های قابل اجرا بزرگ اغلب با مکانیسم‌های نوع باله یا (چرخ‌ها در بالای سقف‌ها) انجام می‌شوند. به عنوان مثال می‌توان به آکورا زددی‌ایکس، لکسوس ای‌اس، ب‌ام‌و مینی، سایون تی‌سی، پونتیاک جی۶، مرسدس-بنز کلاس-سی، فولکس‌واگن ای‌اواس، پورشه کاین و تسلا مدل اس اشاره کرد.
- پنل‌های سقف قابل جابجایی (به انگلیسی: Removable roof panels) (سقف تی یا سقف‌های تارگا) سقف وسیله نقلیه را به سمت پنجره‌های جانبی باز می‌کنند و دهانه وسیع‌تری نسبت به سایر سیستم‌های سقف ایجاد می‌کنند. سبک بدنه تارگا از نظر پیکربندی با سدانکا یکسان است، اما برای خودروهای راننده به جای خودروهای سواری طراحی شده است و در حالی که سبک سدانکا به فضای سرنشینان عقب اشاره دارد، تارگا اینطور نیست. سقف‌های تی دارای دو پنل قابل جابجایی هستند و یک بادبند سازه‌ای تی شکل در مرکز سقف به جا می‌گذارند. سقف‌های تارگا تنها شامل یک پنل (مات یا شفاف) هستند و هیچ مهاربندی متقاطع باقی نمی‌گذارند. کیت‌های پس از فروش دیگر ساخته نمی‌شوند، اما چندین شرکت پنل‌ها، قطعات و لوازم جانبی جایگزین و بازسازی شده را می‌فروشند. به عنوان مثال می‌توان به تریومف تی‌آر۴، پورشه ۹۱۱ تارگا، سوزوکی کاپوچینو، تویوتا سوپرا، پونتیاک فایربرد، شورولت کوروت، هوندا ان‌اس‌ایکس و پورشه ۹۱۴ اشاره کرد.
- سقف‌های بازشو خورشیدی (به انگلیسی: Solar) از شیشه ساخته شده‌اند، با پنل خورشیدی فتوولتائیک منبت کاری شده که شیشه را کاملاً مات می‌کند. آنها مانند مونروف‌های شیشه‌ای معمولی کارخانه‌ای (کج و جمع شونده) عمل می‌کنند، اما در صورت بسته بودن پنل خورشیدی برق را برای تأمین انرژی فن‌های تهویه داخلی تأمین می‌کند تا در روزهای گرم که خودرو بیرون در زیر نور خورشید ایستاده است، فضای داخلی خودرو را خنک کند. این‌ها به عنوان یک گزینه کارخانه پریوس ۲۰۱۰، خودروهای اخیر آئودی، رنو زوئی و همچنین در برخی از نسخه‌های مزدا هزاره و مزدا ۹۲۹ موجود بودند.
- سیستم‌های سقف برقی در مقابل الکترونیکی (به انگلیسی: Electric vs. electronic) موتوری ممکن است با یک کلید فشار و نگه‌داشتن ساده کار کنند، یا ممکن است شامل یک ماژول کنترل الکترونیکی (ECM) باشد تا باز کردن سریع، بسته شدن سریع، یا بسته شدن خودکار در حالت خاموش شدن احتراق را فراهم کند.
- مونروف (به انگلیسی: Moonroof) یک سانروف شفاف معمولاً شیشه‌ای یا پلکسی گلاس است که در حالت بسته به نور اجازه ورود می‌دهد. به عنوان مثال می‌توان به فورد فیستا مارک یک ۱۹۷۶، فورد اسکورت مارک سه ۱۹۸۰، آکورا آی‌ال‌ایکس و پونتیاک جی۶ اشاره کرد. اولین نمونه، اگرچه در آن زمان مونروف نامیده نمی‌شد، هیلمن اِرو مینکس ۱۹۳۳ بود که می‌توانست با یک پنل سقف کشویی شامل شیشه داخلی نصب شود. اولین استفاده از بخش سقف شفاف پنل بزرگ، مدل‌های فورد اسکای‌لاینر و مرکوری سان ولی در سال ۱۹۵۴ بود[۱۱] که بخشی از سقف پانوراما کامل خودروی مفهومی لینکلن ایکس‌ال-۵۰۰[۱۲] و همچنین ایکس-۱۰۰ را به عاریت گرفتند.[۱۳] مونروف ثابت منحصراً برای سرنشینان صندلی عقب یکی از ویژگی‌های برجسته آستون مارتین لاگوندا از سری ۲ تا ۴ بود که در سال ۱۹۷۶ به بازار عرضه شد.

## نگارخانه

پاپ آپ افترمارکت (پاپ آپ سان میت)
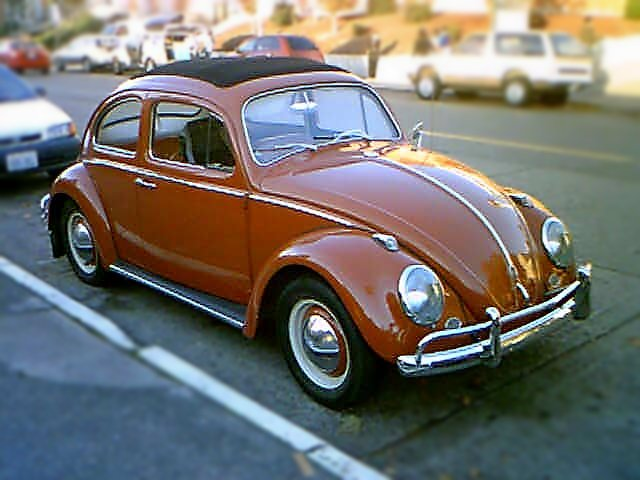
سانروف تاشو در فولکس‌واگن بیتل
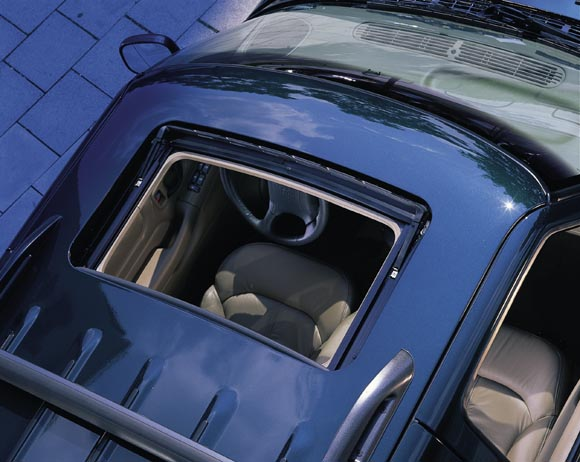
مونروف داخلی در شورلت اس-۱۰ بلیزر
پایه سقف کشویی افترمارکت (اسکای‌روف ۲ تاپ‌اسلایدر)
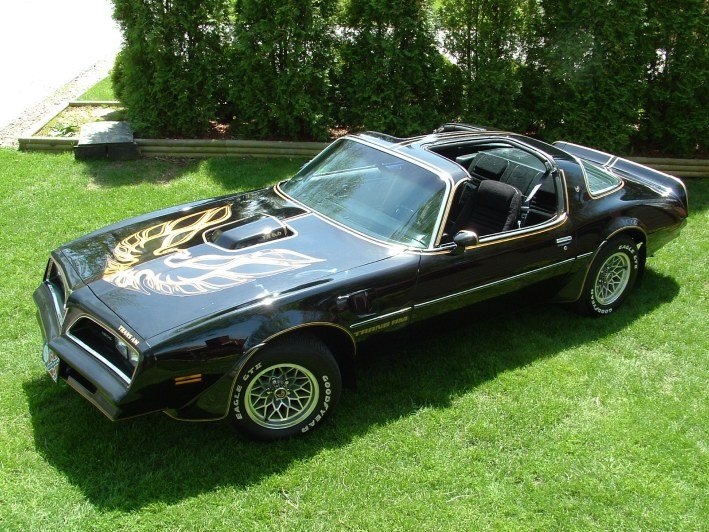
سقف تی در پونتیاک ترنس‌ام
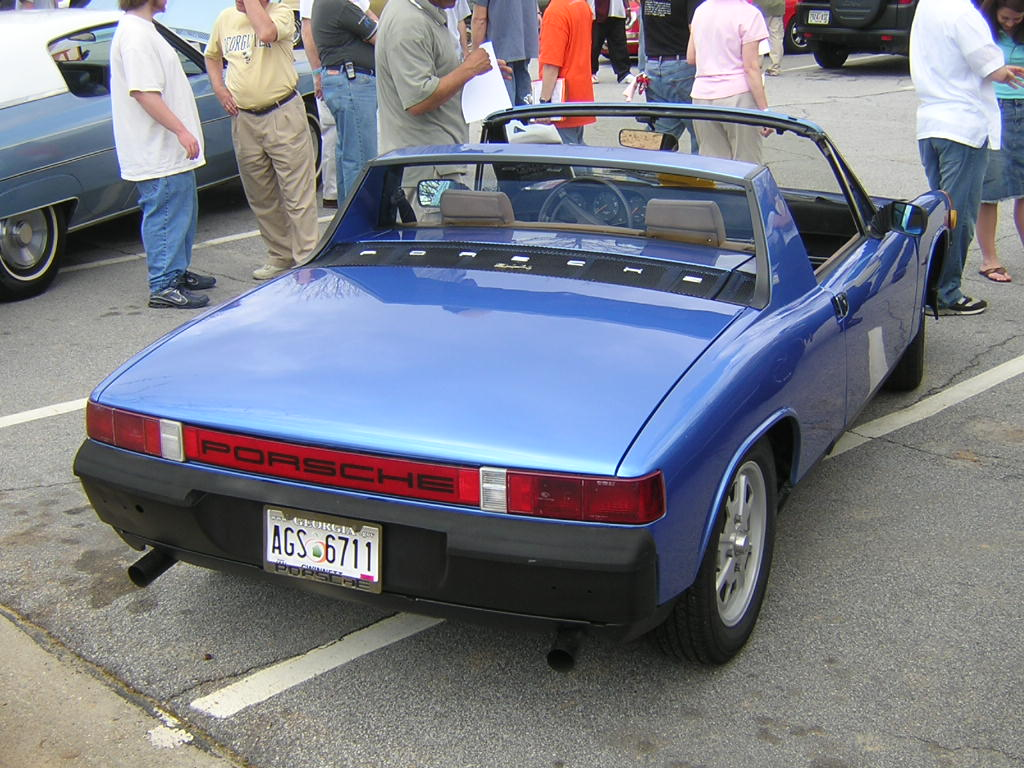
سقف تارگا در پورشه ۹۱۴
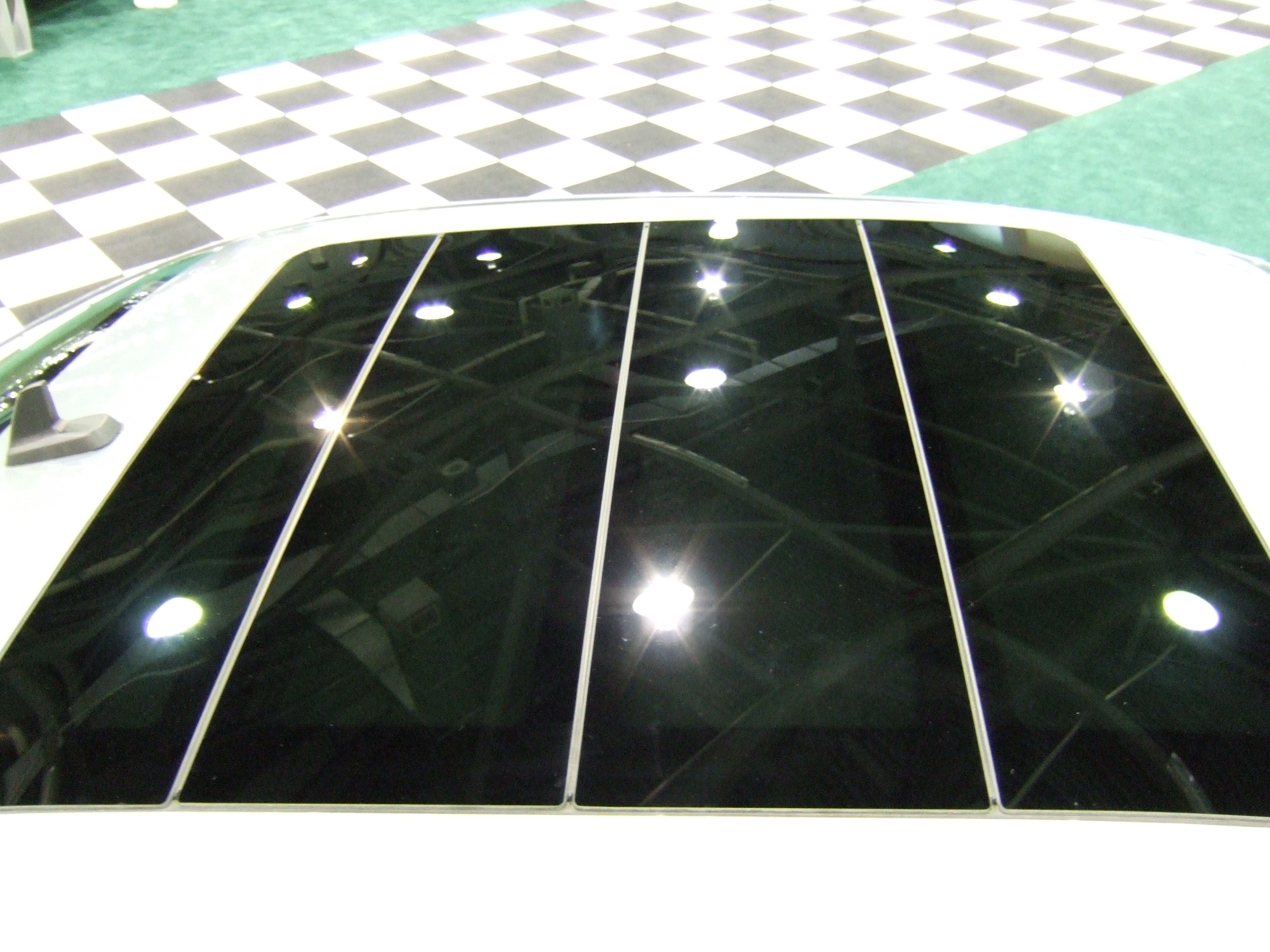
سقف پانوراما یک پونتیاک جی۶
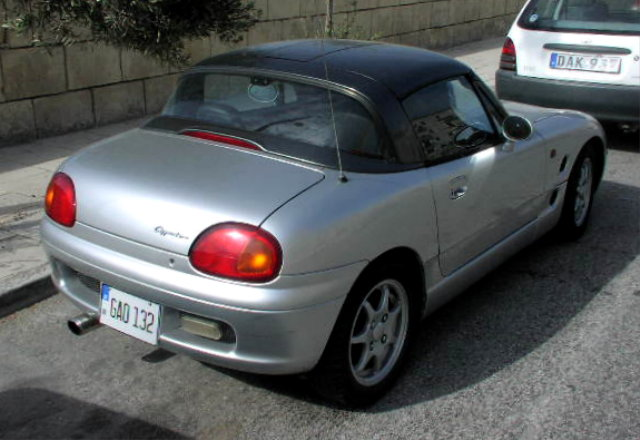
سقف غیرمعمول سوزوکی کاپوچینو را می‌توان به عنوان یک کانورتیبل (کروکی) کامل، تارگا یا سقف تی پیکربندی کرد.